# Di Lương
Di Lương (tiếng Trung phồn thể: 彝良縣, giản thể: 彝良县, Hán Việt: Di Lương huyện) là một huyện tại địa cấp thị Chiêu Thông, tỉnh Vân Nam, Cộng hòa Nhân dân Trung Hoa. Huyện này có diện tích 2.884 km², dân số năm 2003 là 520.000 người. Huyện lỵ đóng tại trấn Giác Khuê.

## Các đơn vị hành chính
Huyện Di Lương có 10 trấn và 5 hương.
- Trấn: Giác Khuê (角奎), Lạc Trạch Hà (洛泽河), Hải Tử (海子), Kiều Sơn (荞山), Long An (龙安), Tiểu Thảo Bá (小草坝), Chung Minh (钟鸣), Lưỡng Hà (两河), Long Hải (龙海), Ngưu Nhai (牛街).
- Hương: Long Nhai Miêu tộc Di tộc (龙街苗族彝族), Khuê Hương Miêu tộc Di tộc (奎香苗族彝族), Thụ Lâm Di tộc Miêu tộc (树林彝族苗族), Liễu Khê Miêu tộc (柳溪苗族) và Lạc Vượng Miêu tộc (洛旺苗族).